# Le Bourg-Saint-Léonard
Le Bourg-Saint-Léonard foi uma comuna francesa na região administrativa da Normandia, no departamento Orne. Estendia-se por uma área de 9,33 km². Em 2010 a comuna tinha 432 habitantes (densidade: 46,3 hab./km²).
Em 1 de janeiro de 2017, passou a formar parte da nova comuna de Gouffern en Auge.